# Ансельмо, Фил
Фил Ансе́льмо (полное имя Филип Хэнсен Ансельмо, англ. Philip Hansen Anselmo) — американский музыкант и продюсер, прославившийся как вокалист грув-метал-группы Pantera. В настоящее время является вокалистом групп Pantera и Down, а также имеет свой сольный проект Phil H. Anselmo & The Illegals, отметившийся дебютным релизом в 2013 году. Также он владеет собственным звукозаписывающим лейблом Housecore Records.

## Детство и юность
Филип Хэнсен Ансельмо родился в Новом Орлеане. Его мать имеет французские корни, а отец итальянские. Он владел небольшим итальянским рестораном «Anselmo’s», который пережил ураган Катрина, но вскоре закрылся из-за финансовых трудностей. По мнению Ансельмо, ключевую роль в его закрытии сыграло неудачное расположение, а также резкое распространение в городе сетей фаст-фуда. Ансельмо часто менял школы, последней из которых стала Grace King High School. Он бросил учёбу в 12-м классе, имея проблемы с успеваемостью по физкультуре, мифологии (которую считал довольно интересной) и геометрии. Причиной ухода он назвал отсутствие времени из-за очень активной концертной деятельности на местном уровне, иногда доходившей до шести выступлений в неделю. По словам Ансельмо, иногда ему приходилось доделывать домашние задания прямо в клубах.
О детстве Филипа известно немногое. В юности он некоторое время работал на рыболовной лодке. Также он рассказывал, что в 14 лет решил устроить небольшой пожар в семейном доме, чтобы в шутку напугать свою сестру, однако пламя оказалось сильнее ожидаемого и уничтожило прихожую и часть мебели. В качестве наказания весь следующий месяц ему пришлось жить у друзей, пока в доме велись восстановительные работы.
Фил увлекался рок-музыкой с детства. В девятилетнем возрасте у него появилась гитара. Он не был заинтересован в разучивании чужих песен и старался сочинять свои. Фил любил хеви-метал и считал тяжесть основополагающим показателем. Однако, будучи в седьмом классе, ему довелось посетить выступление хардкор-панк группы Agnostic Front. По его словам, атмосфера на концерте, сопровождаемая полным отсутствием театральности, оставила ему впечатления на всю жизнь. Фил часто пел песни Judas Priest, стараясь подражать Робу Хэлфорду, который был одним из его вокальных ориентиров. Однако в дальнейшем он решил отказаться от подобной техники, желая отыскать собственную. По словам Ансельмо, положительные изменения в его вокале начали происходить после достижения 15 лет, что позволило ему выступать с более старшими и опытными музыкантами.

## Основные группы

### Pantera
К середине 1980-х Pantera была малоизвестной глэм-метал группой с тремя студийными альбомами, выпущенными на собственные средства. В 1986 году было решено уволить оригинального вокалиста Терренса Ли, поскольку он не поддерживал стремление трёх других участников к утяжелению звучания. Разыскивая нового вокалиста, группа наткнулась на 18-летнего Филипа Ансельмо, уроженца Нового Орлеана, имевшего известность в пределах Луизианской сцены. В конце 1986 года он прибыл в соседний Техас для прослушивания и был принят в группу практически сразу же. В 1988 году состоялся выход четвёртого андеграундного альбома Pantera под названием «Power Metal». В звучании группы всё ещё присутствовали элементы глэм-метала, однако новые песни больше напоминали хеви-метал с небольшой долей трэша. Большую часть времени Ансельмо пел высоко, подражая своему кумиру Робу Хэлфорду. Альбом разошёлся тиражом в 50 тысяч копий, став для группы самым успешным на тот момент. Также он помог привлечь внимание лейблов.
В 1989 году Pantera полностью отказалась от своего глэм-имиджа и начала сочинять материал для дебютного в новом жанре альбома, попутно стараясь найти себе лейбл. После отказа со стороны около 25 компаний на группу вышли представители Atco Records. Отвечающий за подписание новых артистов прибыл на ближайший концерт Pantera, но покинул зал вскоре после начала выступления. Однако, как выяснилось позже, он выходил в поисках телефона, чтобы связаться с директорами лейбла. По его словам, ему хватило лишь одной песни, чтобы принять одобрительное решение насчёт Pantera.
Релиз альбома Cowboys From Hell состоялся 24 июля 1990 года. Он получил множество положительных отзывов, а группа отправилась в продолжительный тур в его поддержку. Помимо сольных концертов Pantera также выступала в качестве разогрева для Judas Priest в Европе и Skid Row в США. По мнению Ансельмо, тур со Skid Row существенно помог группе расширить свою аудиторию и ускорить процесс обретения популярности.
В сентябре 1991 года группа ненадолго приостановила запись нового альбома, чтобы выступить на фестивале Монстры Рока, прошедшем на территории Тушинского аэродрома в присутствии около 700 тысяч человек к моменту выхода на сцену. По словам Ансельмо, это событие оставило участникам ярчайшие воспоминания на всю жизнь.
В 1992 году Pantera выпустили свой второй альбом «Vulgar Display of Power». Благодаря таким хитам как «Mouth For War», «A New Level», «Walk», «Fucking Hostile», «This Love» группа обрела мировую известность и, выступая в качестве хэдлайнера, стала собирать полные спортивные арены, в то время как популярность метала, в целом, падала.
В 1994 году Pantera выпускают «Far Beyond Driven», дебютировавший на первом месте чарта Billboard, что стало огромной неожиданностью даже для самой группы. К тому же времени у Ансельмо обостряются боли в спине. Незадолго до начала тура в поддержку альбома, он получает результаты медицинского обследования, требовавшие хирургического вмешательства и почти годового восстановления. Ансельмо отказывается от операции и начинает злоупотреблять обезболивающими, а чуть позже использовать героин в качестве такового.
28 июня 1994 года, выступая с группой в городе Дэриен (штат Нью Йорк), Ансельмо ударил микрофоном по голове 25-летнего охранника Джозефа Льюиса, в результате чего тот мгновенно потерял сознание. В качестве причины он обозначил злоупотребление физической силой в отношении зрителя, пытавшегося перелезть через ограждение. После концерта он был арестован и обвинён в нападении, однако уже на следующее утро выпущен под залог в 5 тысяч долларов. Льюис обратился в суд, требуя с Ансельмо, группы Pantera и звукозаписывающей компании East West Records 1 миллион долларов за «халатность, результатом которой стала его месячная нетрудоспособность». В апреле 1995 года Ансельмо признал себя виновным и принёс извинения потерпевшему в суде Нью-Йорка. Суд отказался удовлетворить иск Льюиса и приговорил Ансельмо к 100 часам общественных работ, а также обязал выплатить штраф в 500 долларов.
В 1996 году Pantera выпускают свой четвёртый альбом, названный «The Great Southern Trendkill». Запись альбома была примечательна тем, что Ансельмо предпочел записать свои вокальные партии, находясь в одиночестве на студии Трента Резнора в Новом Орлеане. Однако он регулярно приезжал в Техас для участия в общей дискуссии по инструментальной части альбома. 13 июля 1996 года, после очередного концерта в поддержку нового альбома, у Ансельмо случилась передозировка героина, которая послужила причиной пятиминутной остановки сердца. Врачам удалось вернуть Ансельмо к жизни, а группа продолжила тур без изменений в расписании. Тем не менее, само событие негативно повлияло на отношения в группе и стало причиной возросшего недоверия других участников и менеджмента к Ансельмо.
В 1997 году Pantera записывают и выпускают свою единственную официальную живую запись «Official Live: 101 Proof». Релиз также содержал два новых студийных трека «Where You Come From» и «I Can’t Hide».
В 2000 году Pantera выпустили свой пятый студийный альбом «Reinventing the Steel», который в итоге оказался последним. В августе 2001 года группа отыграла концерты в Азии, после чего планировала новую часть тура в Европе совместно со Slayer. Однако террористические акты 11 сентября 2001 года сорвали эти планы, вынудив менеджмент отменить все выступления из соображений безопасности. Группа провела шесть дней в Дублине, ожидая скорейшей возможности для возвращения на родину. После возвращения домой участники решили взять отпуск и посвятить себя сторонним проектам, планируя собраться во второй половине 2002 года для записи шестого альбома.
В 2003 году Pantera выпустили компиляцию «The Best of Pantera: Far Beyond the Great Southern Cowboys’ Vulgar Hits!», содержавшую песни со всех пяти официальных альбомов, записанных с Ансельмо, а также три кавера: «Planet Caravan» и «Hole in the Sky», написанные Black Sabbath, и «Cat Scratch Fever» Тэда Ньюджента. Бонусный DVD содержал все клипы, выпущенные группой. В конце года Даймбег Даррелл и Винни Пол объявили о распаде Pantera, сославшись на конфликт приоритетов между ними и Ансельмо. На момент распада Ансельмо был занят своим давним проектом Superjoint Ritual. Братья Эбботы основали Damageplan с бывшим гитаристом сольного проекта Роба Хэлфорда Патриком Лэхманом в качестве вокалиста.
Некоторые фанаты винили Ансельмо за распад Pantera, чему дополнительно поспособствовала перепалка через прессу между ним и братьями Эбботами. После того, как Винни Пол негативно отозвался о Superjoint Ritual, сказав, что «Ансельмо не может смотреть на вещи трезво», Филип ответил: «Большой желтопузый младенец плачет лишь потому, что их фронтмен в другой группе <…> Они боятся своих собственных теней, но я всё равно желаю им удачи. Я всё ещё люблю их». Кульминационным моментом конфликта стало утверждение Ансельмо о том, что «Даймбег заслуживает того, чтобы его хорошенько побили», опубликованное в декабрьском номере Metal Hammer. Позже он отрицал, что сказал это, однако в выпуске VH1 «Behind the Music» всё же признался, но добавил, что эти слова были вырваны из контекста и он имел в виду другое. Винни Пол сообщил прессе, что слушал аудиозапись этого интервью и сделал вывод, что фронтмен был процитирован верно.
В декабре 2004 года Даймбэг Даррелл был убит во время выступления Damageplan. По просьбе семьи гитариста, Ансельмо не был приглашён на похороны. В длинном и эмоциональном видео, размещённом на YouTube, он попросил прощения за своё поведение у всех, кто имеет какое-либо отношение к Pantera и Даймбегу Дарреллу.

### Down

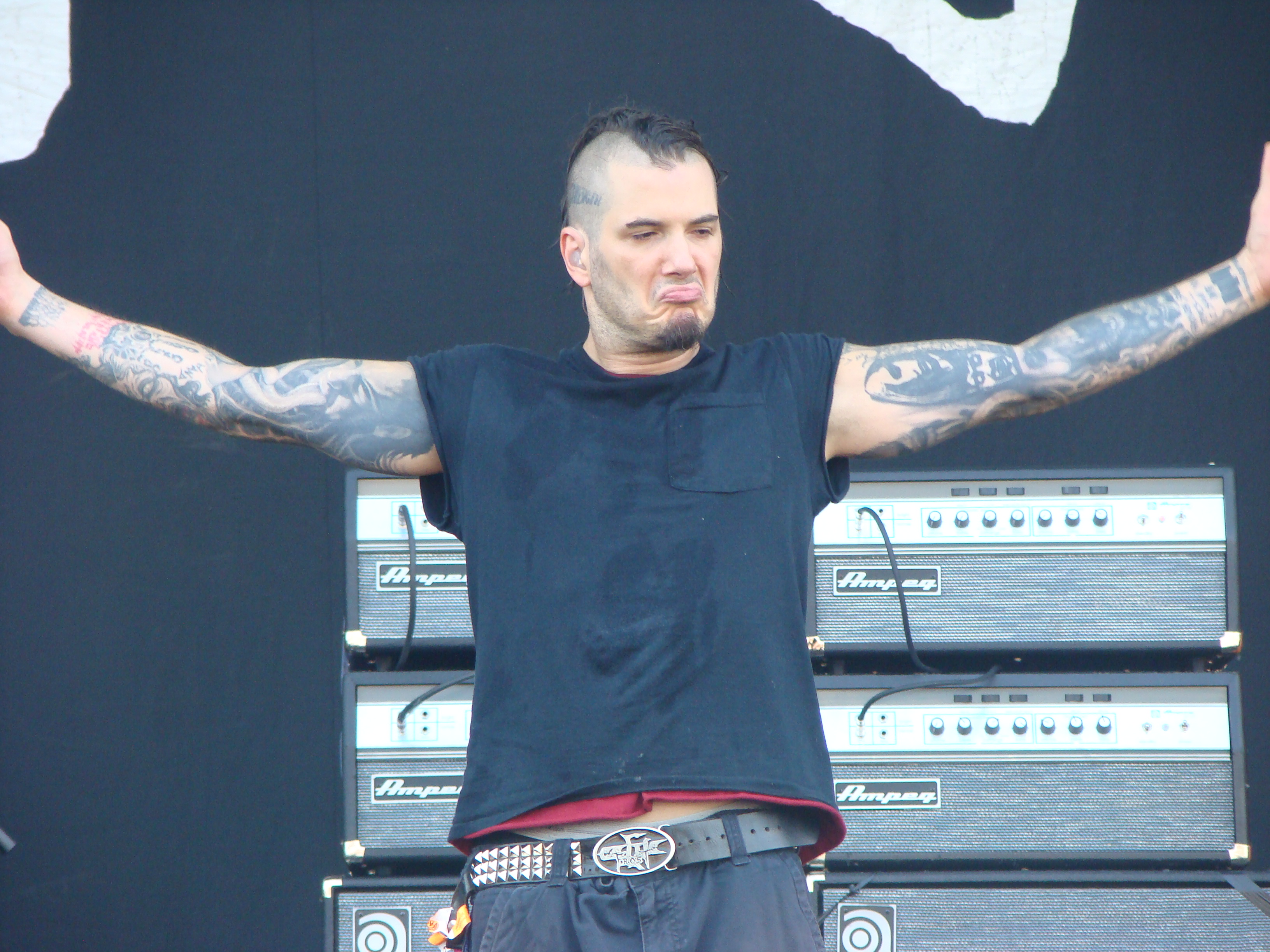
Down, Gods of Metal 2009

Down — американская сладж-метал-группа, появившаяся в 1991 году, как сторонний проект музыкантов Pantera, Corrosion of Conformity, Superjoint Ritual, Crowbar и Eyehategod.
В 1995 году группа выпустила дебютный альбом «NOLA», который получил преимущественно положительные отзывы музыкальных критиков и слушателей основных проектов музыкантов. В поддержку альбома последовал небольшой тур по США, после которого участники вернулись к основным проектам.
Осенью 2001 года группа записала материал для второго альбома, который получил название «Down II: A Bustle In A Hedgegrow» и был выпущен весной 2002 года. Запись альбома длилась 28 дней и происходила в переоборудованном под студию сарае Ансельмо. В поддержку альбома группа отыграла 20 концертов в США, после чего участники вновь вернулись к своим группам.
В конце 2006 года Down собрались для записи 3-го студийного альбома «Down III: Over The Under», релиз которого состоялся 25 сентября 2007 года. Спустя два дня группа отправилась в мировой тур в поддержку альбома, отыграв в общей сложности 105 концертов в США, Канаде, Европе (включая Россию) и Австралии.
В дальнейшем группа отказалась издавать полноформатные альбомы, предпочитая им EP формат. Первая часть релиза «Down IV» вышла 18 сентября 2012 года, в то время как вторая — 13 мая 2014 года. Каждая содержит по 6 песен.
С 2006 года Ансельмо считает Down своей основной группой. С этого же времени каждое живое исполнение песни «Lifer» посвящается Даймбегу Дарреллу.

### Superjoint Ritual
Superjoint Ritual была метал-группой из Нового Орлеана, основана Ансельмо, Джо Фазио и Джимми Бауэром в начале 1990-х. Позже к ним присоединились Хэнк Уильямс III и Кэвин Бонд. Её стиль можно описать как смесь грува и хардкор-панка. Основное влияние на группу оказали Venom, Slayer, Celtic Frost, Voivod, и Darkthrone. Название «Superjoint Ritual» взято из текста песни Darkthrone «The Pagan Winter.» Согласно Бауэру, Филип писал 70—80 % песен. Они выпустили два студийных альбома на Sanctuary Records: «Use Once and Destroy» в 2002 и «A Lethal Dose of American Hatred» в 2003. Группа распалась в 2004 из-за разногласий между Ансельмо и Фазио.
В 2014 году Фил Ансельмо и Джимми Бауэр возродили проект под названием «Superjoint».

## Сольный проект
8 января 2013 года был выпущен сплит с группой Warbeast, содержащий две ранее не опубликованные песни Warbeast и две песни Philip Anselmo & The Illegals, впоследствии не вошедшие на альбом. Сплит получил, в основном, положительные отзывы. Сольные композиции Ансельмо авторы рецензий сравнивали с музыкой Superjoint Ritual с вкраплениями блэк и дэт метала.
Дебютный альбом получил название Walk Through Exits Only и был выпущен 16 июля 2013 года на лейбле Housecore Records. В записи альбома принимали участие: гитарист Марзи Монтазери (Marzi Montazeri), барабанщик Хосе Мануэль Гонсалес (José Manuel Gonzales) из Warbeast и басист Бенет Бартли (Bennett Bartley). 13 мая 2013 песня «Usurper’s Bastard Rant» была опубликована на сайте журнала Rolling Stone в качестве сингла. 13 июля 2013 альбом стал доступен в сети для свободного прослушивания. Мнение фанатов об альбоме разделилось, часть из них отпугнуло слишком экстремальное звучание альбома, не поддающееся описанию.
Осенью 2013 года, в преддверии Housecore Horror Film Festeval, группа выпустила песни «Ugly Mug» и «Pigs Kissing Pigs», ставшие его официальным саундтреком.
В 2015 году было объявлено, что Марзи Монтазери больше не является участником группы. Место гитариста занял Майк ДеЛеон.

## Другие проекты

### Razor White
Группа Razor White была основана в 1984 году. Ансельмо покинул группу в начале 1987 года, чтобы сконцентрироваться на деятельности Pantera.

### Christ Inversion
Группа Christ Inversion была основана в 1994 году, записала 2 демо, после чего распалась в 1995 году.

### Viking Crown
Группа была основана в 1994 году Филом и Киллджоем, впоследствии к ним присоединилась жена Фила — Стефани. Музыканты записали 2 альбома и 1 мини-альбом. После выхода в 2001 году альбома «Banished Rhythmic Hate» Фил решил завершить этот проект.

### Southern Isolation
Группа Souther Isolation была основана в 1995 году в Новом Орлеане Филиппом Ансельмо и его женой Стефани Опал Вайнштейн. Группа записала единственный одноимённый мини-альбом в 2001 году и распалась после развода Фила и Стефани.

### Necrophagia
Necrophagia была основана Киллджоем в 1984 году и завершила свою деятельность в 1987 году. Necrophagia была в неактивном состоянии в течение 10 лет, пока Ансельмо с Киллджоем не вернули группу к жизни. Ансельмо был гитаристом Necrophagia с 1997 по 2001 года, сочинил и выпустил в составе Necrophagia альбом «Holocausto De La Morte» в 1998 году.

### Arson Anthem
Проект Фила Ансельмо и Майка Уильямса. Проект появился в 2006 году, когда Майк Уильямс из Eyehategod, потеряв жильё и имущество, переселился к Филу. После нескольких часов прослушивания хардкора из коллекции Фила Майку пришла в голову идея сочинить похожую музыку.
В 2008 году вышел одноимённый мини-альбом проекта. Его выпуском занимался лейбл Фила Housecore Records. В 2010 году вышел их первый полноформатный альбом «Insecurity Notoriety», который был высоко оценён критиками. В настоящее время участники коллектива заняты в своих основных группах.

## Личная жизнь
31 октября 2001 года Фил женился на своей давней подруге Стефани Опал Вайнштейн. Совместно с ней был создан акустический проект Southern Isolation. В 2004 году они развелись. В конце этого года Вайнштейн выставила на аукцион некоторые вещи, которые подарил ей Фил во время их отношений. Её комментарий к аукциону на eBay был таков: «Всем, кто захочет спросить, с какой целью я выставляю все эти вещи на продажу — расслабьтесь — эти вещи значат для Вас гораздо больше, чем для меня. Все мои воспоминания, которые были для меня дороги, всё ещё со мной. Спасибо и наслаждайтесь!».
С 2004 года Ансельмо встречается с Кейт Ричардсон, которая помогает ему управлять его лейблом Housecore. У Филипа был домашний ротвейлер по имени Дракула, который умер в 2009.
В 2014 году Фил планировал выпустить автобиографию под названием Mouth For War: Pantera, Pain, & Pride — Heavy Metal Highs, Drugged Out Lows, & The Battle For My Life. Но её завершение и выпуск были отложены на неопределённый срок, изначально из-за студийной работы, а затем и внезапной смерти соавтора Кори Митчелла. Вместо этого Ансельмо порекомендовал к чтению книгу Рекса Брауна «Official Truth, 101 Proof: The Inside Story Of Pantera».

### Интересы
Ансельмо владеет широкой коллекцией фильмов ужасов, а также обладает энциклопедическими знаниями в этой области. Особенно почитает андеграундные чёрно-белые фильмы 1970—80. Фил также интересуется боксом. У него большая коллекция записей матчей, и он часто берёт тренера по боксу с собой в тур. Также раньше он писал статьи для сайта Boxing Insider. Филип является фанатом «Нью-Орлеан Сэйнтс». Он брал интервью у их игрока Джереми Шоки, а также помогал тренировать их молодёжную команду. В 2013 году организовывает музыкальный фестиваль фильмов ужасов под собственной вывеской лейбла Housecore.

### Здоровье
В 1993/1994 году Ансельмо, выступая на сцене, получил травму спины, совершив неудачный прыжок. Однако, разочарованный прогнозами докторов относительно полугодового срока лечения, Ансельмо начал злоупотреблять обезболевающими препаратами, а позже перешёл на героин.
21 ноября 2005 года Ансельмо всё же перенёс операцию, проведённую для того, чтобы вылечить дегенеративную болезнь позвонка. Для допуска к операции ему сначала пришлось вылечиться от наркозависимости. Операция прошла успешно, и после нескольких месяцев восстановления он возобновил концертную деятельность. Ансельмо заметил, что иногда до сих пор чувствует боль в спине, но она гораздо слабее, чем до операции.
В 2009 году он также перенёс операцию на колене. Периодически на сцене его можно увидеть с бандажом на колене, во избежание случайных вывихов во время выступлений.
Из-за привычки бить себя микрофоном в голову во время выступлений у Ансельмо образовались шрамы на лбу.
Летом 2015 года Ансельмо сказал, что весит 102 кг при росте 185 см и чувствует себя сильнее, чем когда-либо.

## Признание
В 2020 году в честь Ансельмо был назван новый вид пауков Actinopus anselmoi.